# European Patrol Corvette
European Patrol Corvette (EPC) o Modular Multirole Patrol Corvette (MMPC) è un progetto portato avanti nell'ambito della Cooperazione strutturata permanente (PESCO) adottato dal Consiglio europeo il 12 novembre 2019. L'obiettivo è progettare e sviluppare una nuova classe di navi da guerra. Il progetto è coordinato dall'Italia, con la partecipazione di Francia, Spagna e Grecia e il Portogallo in qualità di osservatore. Nel dicembre 2021 è stato riferito che Norvegia e Danimarca avevano aderito al progetto; nel maggio 2023 si è aggregata anche la Romania.
Nel settembre 2022 è stato annunciato un ulteriore finanziamento di 200 milioni di euro da parte del Fondo europeo della difesa per la realizzazione del primo prototipo.

## Descrizione del progetto
Le navi avranno uno scafo convenzionale di diverse dimensioni, armamento e sistemi di propulsione.
Fincantieri punta a sviluppare la EPC sulla propria piattaforma FCX-30, già collaudata con la grossa corvetta della classe Doha.
L'EPC avrà almeno due versioni:
- la variante da combattimento (segnalata come preferita dalla marina italiana), con le seguenti dotazioni: sistemi radar e di gestione combattimento 3D, missili terra-aria a medio/corto raggio (SAM), contromisure anti-siluro, velocità massima prevista: 25–26 nodi (46–48 km/h) [12];
- la variante da pattugliamento a lungo raggio (preferita dalla marina francese), con le seguenti dotazioni: radar 3D e sistemi di gestione del combattimento, SAM a medio/corto raggio, velocità massima prevista: 24 nodi (44 km/h)[13][14][15].

Altre fonti avevano in precedenza suggerito che dovevano essere prese in considerazione tre varianti:
- EPC ottimizzata per la lotta antinave (ASuW) e antiaerea (AAW) con possibilità di lotta antisommergibile (ASW) e con capacità di autodifesa;
- EPC ottimizzata per la lotta antinave (ASuW) e progettata con portata oceanica (raggio di 10 000 miglia nautiche (19 000 km) a 14 nodi (26 km/h));
- EPC ottimizzata per missioni di pattugliamento in acque profonde (offshore)[16].

Indipendentemente dalle configurazioni e varianti, gli stati membri partecipanti mirano a produrre il loro primo prototipo di corvetta nel 2026-2027.

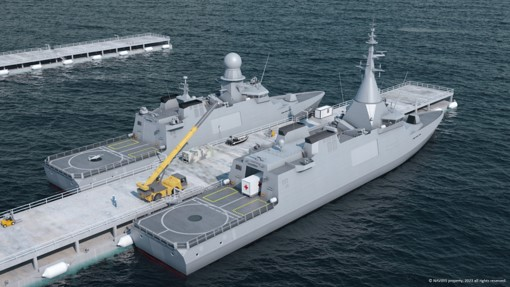
Riproduzione artistica di due varianti delle EPC in porto

## Partecipanti
Stati membri
- Italia - Coordinatore del progetto
- Danimarca
- Francia
- Grecia
- Norvegia
- Romania
- Spagna

Stati osservatori
- Portogallo
- Croazia

Aziende costruttrici
- NAVIRIS (joint venture di Fincantieri e Naval Group)
- Indra Sistemas, Navantia

## Utilizzatori previsti
- Marina Militare
  - Sostituisce: le 4 navi della classe Comandanti (tutta la classe) e le 4 navi della seconda serie della classe Minerva (la prima serie è stata sostituita dai PPA)[17]
- Armada Española
  - Sostituisce: navi delle classi Serviola e Infanta Elena
- Marine nationale
  - Sostituisce: navi della classe Floréal
- Polemikó Nautikó